# P-40 (radar)
Radarul P-40 (în rusă ”Брония”, index GRAU 1RL128, după clasificarea NATO ”Long Track”) a fost un radiotelemetru sovietic exploatat din anul 1965 în fosta URSS. A fost și în înzestrarea țărilor fostului  Tratat de la Varșovia, inclusiv în Armata României. Radiotelemetrul P-40 în complex cu radioaltimetrul PRV-9B a fost în înzestrarea Apărării Antiaeriene a Trupelor de Uscat.

## Scurt istoric
Radarul P-40 ”Bronia” a fost prima stație de radiolocație de descoperire (radiotelemetru) în gama undelor centimetrice destinat Apărării Antiaeriene a Trupelor de Uscat. Proiectarea radarului a început în anul 1960 la Institutul 208 de Cercetări Științifice în Radioelectronică din orașul Gorki, mai târziu VNIIRT. 
Prototipul experimental al radarului a fost realizat de către institut împreună cu Biroul 588 Principal de Construcții al uzinei electromecanice din Lianozov (lângă Moscova) și a trecut testele de stat în anul 1962 în poligonul Donguz.
În anul 1963 radarul P-40 a fost introdus în înzestrarea Trupelor de Apărare Antiaeriană a Trupelor de Uscat sub denumirea de 1S 12. 
În anul 1965 în urma unor modificări a fost introdus în înzestrare ca stație de cercetare pentru complexul de rachete antiaeriene ”Krug”, tot sub denumirea de 1S 12.
În perioada anilor 1966 – 1968, radiotelemetrul a fost modernizat. Testele prototipului modernizat desfășurate în anii 1969 – 1970 în poligoanele Donguz și Embensk au arătat că cerințele cerute de beneficiar au fost îndeplinite. S-au executat modernizări și la radioaltimetrul PRV-9A.

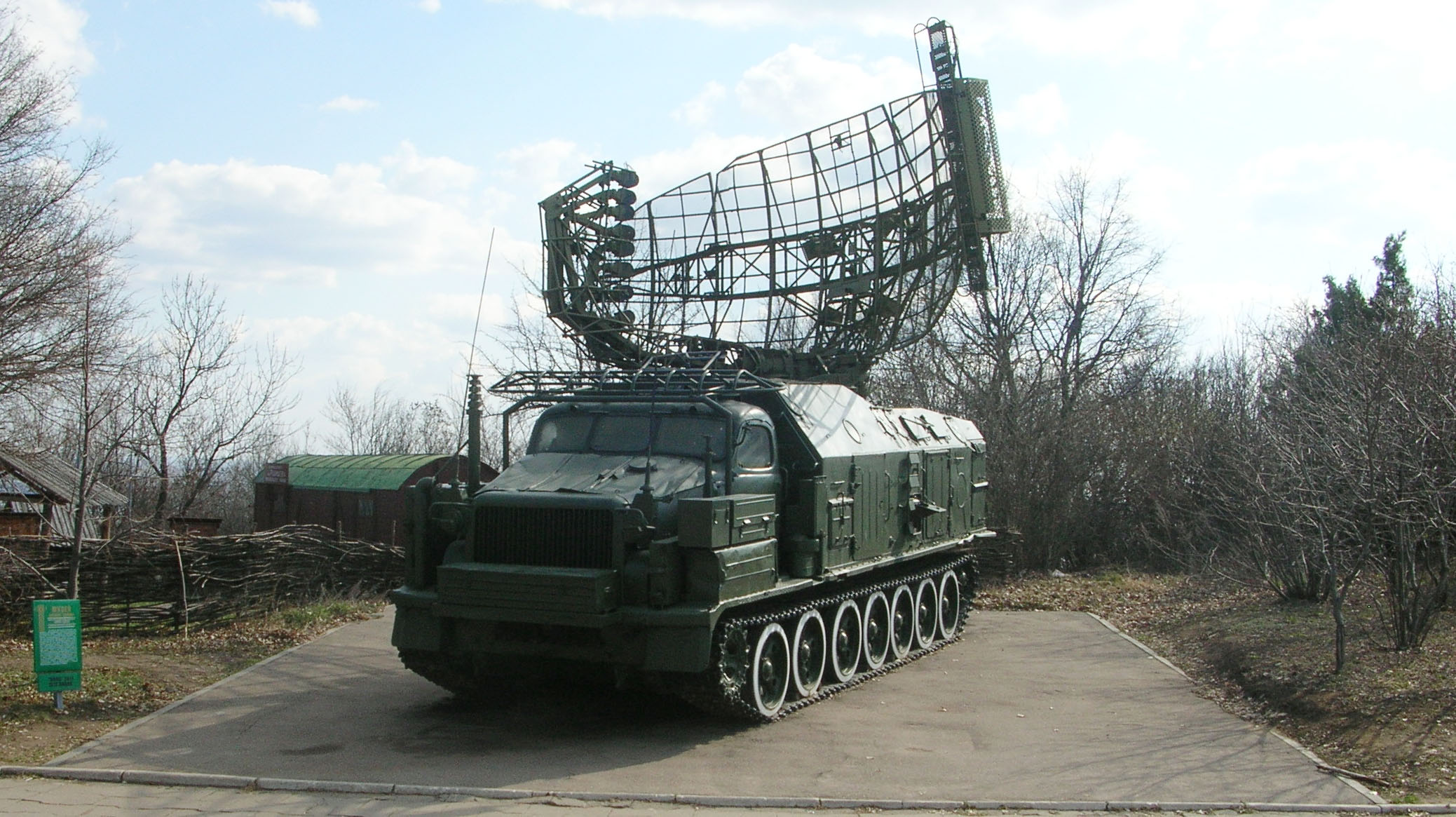
Radarul P-40 în poziția desfășurat.
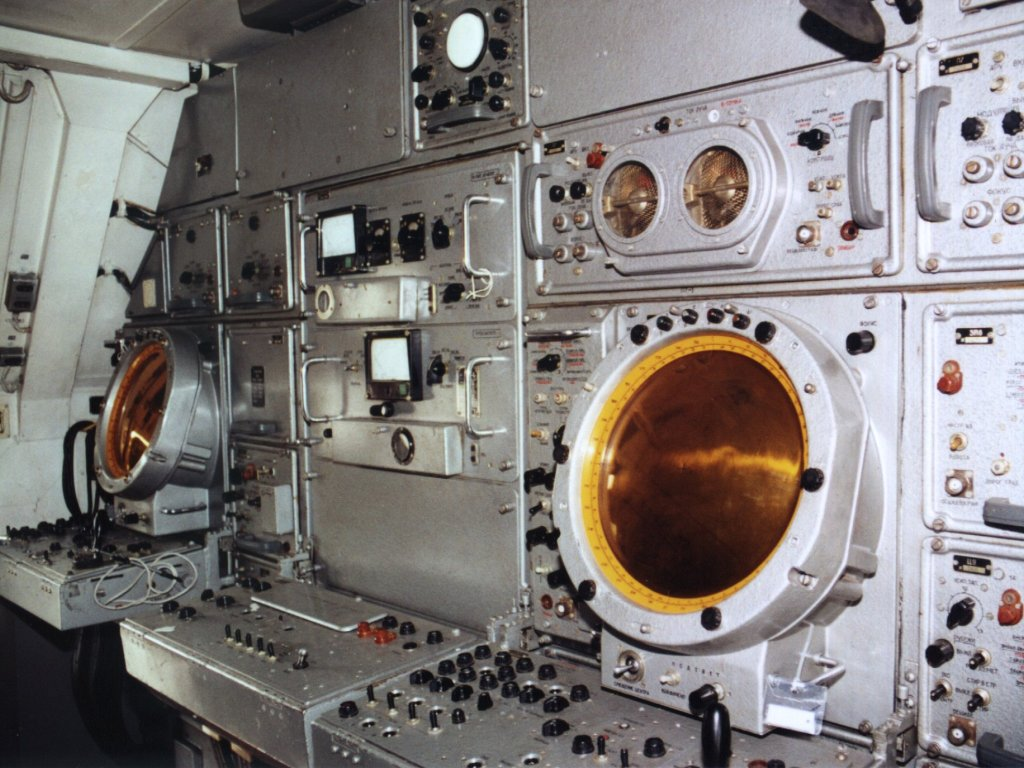
Indicatorii radarului P-40.

## Destinație
Radarul a fost destinat pentru descoperirea și recunoașterea țintelor aeriene în zona sa de observare, direcționarea automată a radioaltimetrului PRV-9A (B) pe țintă, transmiterea coordonatelor țintelor la punctul de comandă, dirijarea aviației de vânătoare de la indicatorul de observare circulară, transmiterea datelor despre situația aeriană la sistemele automatizate de conducere ”Vozduh-1M”, ”Vozduh-1P”.

## Scurtă prezentare
Radiotelemetrul este  compus din următoarele sisteme: 
- sistemul de antenă-fideri;
- sistemul de emisie;
- sistemul de recepție;
- sistemul de protecție împotriva bruiajului;
- sistemul de sincronizare;
- sistemul de indicare;
- sistemul de prelucrare și transmitere a coordonatelor țintelor aeriane;
- sistemul de comandă și protecție;
- sistemul de răcire cu aer și cu lichid;
- sistemul de control;
- sistemul de alimentare cu energie electrică.
- Aparatura a fost instalată pe două șasiuri autopropulsate: radiotelemetrul P-40 pe un autoșenilat realizat pe baza autotractorului greu de artilerie AT-T, alungit, iar radioaltimetrul PRV-9A (B) pe un autocamion ”Ural-375A” (mai târziu pe un KRAZ-214 sau 255).

S-a prevăzut lucrul radiotelemetrului cu două radioaltimetre. Radiotelemetrul se folosea în calitate de radar de descoperire și indicare a țintelor pentru divizionul de rachete antiaeriene ”Krug”, pentru care în radiotelemetru a fost instalată aparatura de codare radio a liniei de legătură cu stația de dirijare a bateriei de rachete antiaeriene a acestui divizion și aparatura autonomă de navigare și legare topografică.
Alimentarea radiotelemetrului și a radioaltimetrului PRV-9A (B), conjugat cu el, s-a realizat de la generatorul turbinei cu gaz a radiotelemetrului.
Pentru determinarea apartenenței de stat a mijloacelor aeriene, radiotelemetrul a fost dotat cu interogatorul terestru ”Tantal-K1”  (index GRAU – 1RL225). Diagrama de directivitate a antenei interogatorului acoperea în întregime diagrama radarului, atât în unghi de înălțare, cât și în distanță.
- Lucrul radarului se bazează pe principiul emisiei (radiației) direcționate a energiei de înaltă frecvență, în impulsuri, și recepționarea semnalelor ecou, adică o mică parte din energia electromagnetică reflectată de obiectele pe care le-a întâlnit.

La emisie impulsurile de înaltă frecvență, de  mare putere, amplificate de amplitron și formate din oscilații continui de mică putere  în blocurile sistemului de emisie trec prin comutatorul ”emisie-recepție” situat în circulatorul cu ferită, prin traiectul de fider la elementul radiant al canalului de radiolocație și prin antena direcțională sunt radiate în spațiu.
- La recepție semnalele reflectate de la ținte și primite de antenă trec în sens invers prin traseul de fider, comutatorul  ”emisie-recepție”, amplificatorul de frecvență foarte înaltă (AFFI) și ajung la blocul de divizare și conversie a semnalelor. În acest bloc frecvențele semnalelor ecou se divizează în primul și al doilea canal și se formează tensiunile primei și celei de a doua frecvențe intermediare.

Semnalul celei de a doua frecvențe intermediare, a primului și a celui de al doilea canal, trec mai departe în blocul amplificatoarelor de fecvență intermediară și detectoarelor. De la ieșirea blocului detectoarelor semnalele video se aplică la aparatura de protecție la bruiaj sau prin ieșirea de rezervă direct la indicatori și blocul de conjugare.
Radiotelemetrul a avut măsuri eficace de protecție la bruiajul activ și pasiv.
- Aparatura de protecție la bruiaj asigura protecția stației astfel:
  - la bruiajul pasiv în regimul coerent;
  - la  bruiajul asincron în impulsuri in regimul de amplitudine;
  - la bruiajul activ în regimurile coerent și amplitudine.

De la ieșirea blocului de suprimare a bruiajului asincron semnalele video, ”curățate” de bruiajul pasiv (în regimul coerent) și asincron (în regimul amplitudine), trec la indicatoarele radarului și la blocul de conjugare. Aparatura de indicare permite să se afișeze semnalul de la ținte pe ecrenele indicatoarele de  control și de observare circulară și introducerea datelor despre ținte în sistemul de prelucrare și transmitere a coordonatelor. Coordonatele prelucrate ale țintelor se transmit la radioaltimetrul PRV-9A (B) prin cablu. Blocul de conjugare asigură transmiterea datelor despre situația aeriană și o serie de impulsuri de sincronizare la sistemele cu  care se conjugă – ”Vozduh-1M,  Vozduh-1P, Krab și aparaturii 5K99 (Kastan)”. Sistemul de sincronizare asigură sincronizarea aparaturii radarului și a sistemelor cu care se conjugă.
- Radarul P-40 folosește următoarele regimuri de lucru:
- a) regimul de bază:
  - lucrul emițătorului și receptorului pe două canale;
  - regimul de lucru în amplitudine al receptorului;
  - trecerea semnalului ecou pe traseul de bază;
  - viteza de rotire a antenei – 18 ture pe minut;
  - cuplarea automată a zonei de observare de trei ori câte zece secunde – observarea se face în trei zone – în succesiunea zona 1, 2, 3 (în restul zonelor radarul nu emite);
  - scările indicatorului de observare circulară: 1 (0-150 km), 2 (20-175 km), 3 (0-300 km la o frecvență de repetiție a impulsurilor de 400 Hz)
  - frecvența de repetiție a impulsurilor – 800 Hz, cu sincronizare de la rețeaua electrică;
  - lucrul cu toate cele paru indicatoare.
- b) regimurile suplimentare (de rezervă):
  - regimul coerent pe două frecvențe;
  - lucrul pe un canal al emițătorului cu frecvența de repetiție de 800 Hz;
  - lucrul pe un canal al receptorului în regimul amplitudine sau coerent.

Sistemele de comandă, control și protecție, de răcire și alimentare asigură buna funcționare a radiotelemetrului, protecția aparaturii la suprasarcini, controlul principalilor parametri și furnizaerea energiei electrice la parametri necesari.   

## Date tehnico-tactice
- puterea în impuls a emițătorului: 1,7 Mw;
- semanlul emis în spațiu este compus din două impulsuri a câte 1,5 microsecunde cu pauza între ele de 4,5 microsecunde;
- sistemul de antenă al radarului, la observarea circulară, formează succesiv în spațiu, în unghi de înălțare patru fascicule: două jos, la 2 și 4 grade și două sus, la 10 și 14 grade (diagramă de directivitate de formă cosecant pătrat);
- radarul asigură descoperirea unui avion de vânătoare astfel:
  - la înălțimea de 500 m: 70 km;
  - la înălțimea de 6.000 m: 150 km;
  - la înălțimea de  12.000 m: 180 km;
- după modernizările din anii 1969 – 1970 radarul asigura descoperirea unui avion de vânătoare astfel:
  - la înălțimea de 500 m: 85 km;
  - la înălțimea de 6.000 m: 220 km;
  - la înălțimea de  12.000 m: 230 km;
- radarul a devenit protejat la rachetele antiradiolocație de tip ”Shrike”, a crescut siguranța lui;
- timpul de determinare a  azimutului: 10 secunde;
- capacitatea de culegere a țintelor:
  - culegere vizuală: până la 6 ținte pe minut;
  - culegere automată: până la 10 ținte pe minut;
- precizia de măsurare a coordonatelor:
  - eroarea de măsurare a distanței: 1.000 m;
  - eroarea de măsurare a azimutului: 1 grad;
- capacitatea de separare: 
  - pe canalul radiotelemetrului: în distanță 1.600 m; în azimut 1,6 grade;
  - pe canalul de recunoaștere: în distanță 3.000 m; în azimut 11 grade;
- siguranța în exploatare:
  - timpul de lucru neîntrerupt: 24 de ore; se permite lucrul neîntrerupt pe timp de 72 de ore dacă există rezervă de combustibil;
  - timpul mediu pentru remedierea unei defecțiuni: 1 oră;
- condiții climaterice pentru lucrul în parametrii normali ai radarului:
  - la înălțimi până la 3.000 m deasupra nivelului mării;
  - la o viteză a vântului până la 25 m/sec. fără givraj și până la 10 m/sec. la un givraj complet al antenei;
  - intervalul de temperatură între –40 și +40 grade Celsius;
  - la o umiditate până la 98 % și temperatura 20-25 grade Celsius;
  - pe timp de ploaie, ceață și căderi de zăpadă;
- plinul de combustibil: 1.460 litri; consumul de combustibil: 80 – 100  litri pe oră la funcționarea pe loc și 235 – 289 litri la 100 de km de drum.
- alimentarea cu energie electrică se face de la turbina cu gaz care furnizează o tensiune de 220 V la o frecvență de 400 Hz și o putere maximă de 75kW, sau de la o sursă exterioară de energie cu aceiași parametri;
- puterea consumată de radar este de 52 kW iar împreună cu radioaltimetrul PRV-9B de 65 kW;
- timpul de desfășurare și strângere (fără acoperirea cu prelată) când lucrează cu PRV-9B este de 15 minute;
- viteza medie tehnică de deplasare a radarului – 20 km pe oră; viteza maximă de deplasare pe șosele – 35 km pe oră;
- greutatea totală a radarului cu plinul făcut – 36 tone;
- gabaritul radarului: lungime 9,325 m, lățime 3,21 m; înălțime (în poziția de marș) 4,35 m; înălțime în poziția de transport (pe calea ferată) 3,25 m.